# 부산 아이파크 퓨처스
부산 아이파크 FC 퓨처스(Busan IPark Football Club Futures)는 대한민국 부산광역시에 있었던 축구 선수단이다. HDC스포츠가 운영했던 남자 U-23 축구단이며, 1990년에 창단되고 2023년에 해단되었다. 부산 아이파크 FC의 리저브 팀이다. 2023년 시즌에 K4리그에 참가했으며, 부산종합운동장 보조경기장을 홈 경기장으로 사용했다. 주장은 강영웅이었다. 부주장은 황준호이었다.

## 역사
2020년 12월 15일 한국프로축구연맹 제8차 이사회 결과, 2021 시즌부터 K리그 구단들이 ‘프로 B팀’을 운영할 경우 K4 리그에 참가할 수 있도록 하였다. 2023 시즌부터 전북 현대 모터스 B, 대구 FC B, 대전하나시티즌 B, 강원FC B와 함께 K4리그 참가에 나서게 되었다. 2022년 12월 세미프로 2군이자 B팀이 참여한다고 발표하였다. 2024년부터 K4리그에 참가하지 않게 되었다.

## 참고 문헌
- “스포츠지원포털 등록 현황”. 대한체육회.
- “KFA 통합경기정보 시스템”. 대한축구협회.
- “K리그 데이터 포털”. 한국프로축구연맹.

## 같이 보기
- 부산 아이파크 FC